# كارلوس خافيير ديلغادو رودريغيز
كارلوس خافيير ديلغادو رودريغيز (بالإسبانية: Carlos Javier Delgado Rodríguez)‏ (22 أبريل 1990 في إسبانيا - ) هو لاعب كرة قدم إسباني في مركز الدفاع. لعب مع ريال بلد الوليد ب وريكرياتيفو وسبارتا روتردام ونادي أوريويلا ونادي ليغانيس ونادي ألميريا ب وAtlético Malagueño ‏ وفالنسيا ميستايا.

## وصلات خارجية
- كارلوس خافيير ديلغادو رودريغيز على موقع قاعدة بيانات كرة القدم.إي يو (الإنجليزية)
- كارلوس خافيير ديلغادو رودريغيز على موقع Soccerway.com (الإنجليزية)
- كارلوس خافيير ديلغادو رودريغيز على موقع AS.com (الإسبانية)